# 토미에: 금단의 열매
《토미에: 금단의 열매》(富江　最終章～禁断の果実～)는 이토 준지에 원작을 영화화한 공포 영화이다. 토미에: 금단의 열매는 5번째 시리즈이다. 일본 원제에서와 같이 완결판 혹은 최종장이라고도 부른다.

## 출연

### 주연
- 안도 노조미
- 미야자키 아오이
- 쿠니무라 준

### 조연
- 후지모토 유카
- 니노미야 아야카
- 오타 치아키
- 와타나베 테츠
- 사이토 료타
- 토마 소라
- 타무라 타이지로

## 기타
- 원작자: 이토 준지